# بنو میمون (یمن)
 بنو میمون  نام روستایی است در ناحیهٔ (بلد الجبل)، از عزلهٔ (عیال السریع)، از توابع استان صَنعاء 
در کشور یمن در شبه جزیره عربستان. 
جمعیت آن ۱۸۱ نفر (۱۲ خانوار) می‌باشد.